# Аджам

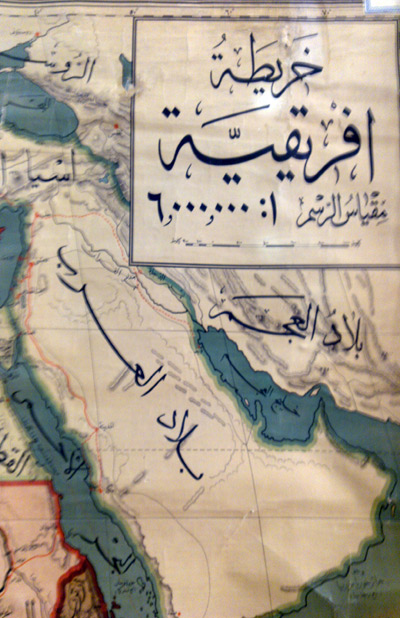
Османська мапа 1908 року із зазначенням «країни аджамів»

Аджам (араб. عجم — німий; той, що не говорять арабською) — іраномовні мусульманські народи східних провінцій Арабського халіфату, які проживали головним чином в Хорасані, Мавераннахрі та Туркестані.
У ході процесу ісламізації регіонів Південної та Центральної Азії відбувалося зрощування установок нормативного ісламу з давніми релігійними та культурними традиціями народів, які там проживали. Духовний субстрат ісламізованих народів вплинув на іслам, який з часом став для них «своєю» релігією. Іслам аджамських народів набув специфічних рис, що проявилися в релігійних поняттях, обрядах, образотворчому та прикладному мистецтві тощо), культ вогню (світильники в мазарах, зороастрійські ритуали).
Незважаючи на те, що нормативний іслам забороняє зображати живі істоти (людей, звірів, тварин тощо), зберігся настінний живопис у палацах правителів Хутталяна та Газневидів; зображення фантастичних тварин, знамениті школи мініатюристів у Бухарі та Гераті.
Всупереч негативному ставленню шаріату до алкогольних напоїв, у регіонах традиційного проживання аджамських народів збереглася культура виноробства. Найбільш поширеним був сорт вина Мусаллас. Вино в жанрі хамріят оспівували класики персько-таджицької літератури (Рудакі, Хайям, Хафіз та ін) і зображували в книжковій мініатюрі, на срібному, бронзовому та керамічному посуді. Численні бенкети правителів і знаті супроводжувалися розпиванням вина.
У похоронному обряді аджамських народів збереглися такі доісламські традиції, як дотримання днів жалоби, носіння траурного одягу, напівпідземні та наземні споруди (дахма, макбара, сагана) тощо.